# Ekosem-Agrar

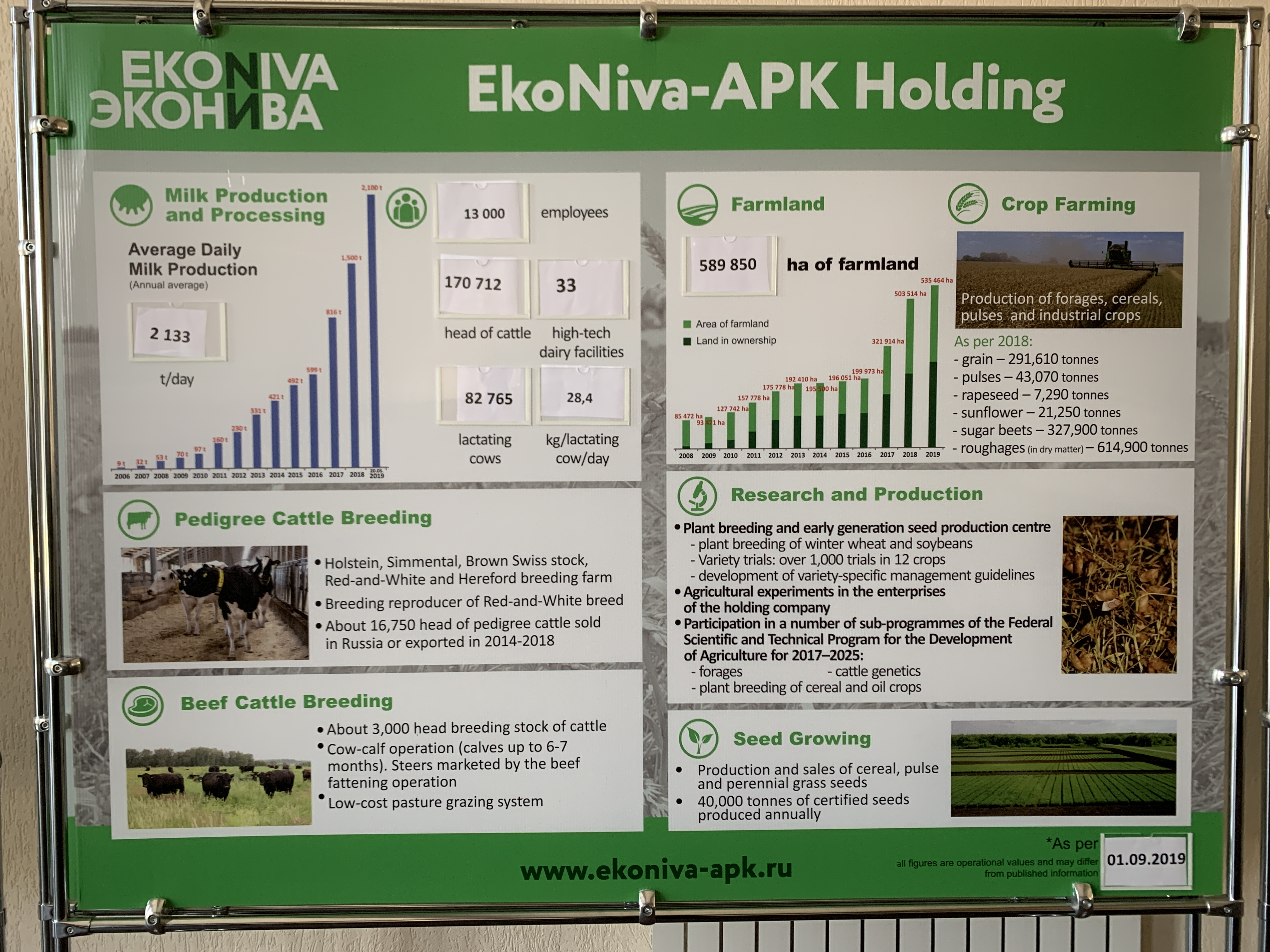
Infotafel bei einem Betrieb in der Oblast Woronesch

Die Ekosem-Agrar AG ist die deutsche Holdinggesellschaft der Ekoniva Gruppe. Die Ekoniva Gruppe ist eines der größten Agrarunternehmen in Russland und bewirtschaftet eine landwirtschaftliche Nutzfläche von 631.000 Hektar. Ekoniva hält außerdem 235.500 Rinder und war mit einer produzierten Milchmenge von 1,26 Mio. Tonnen 2023 der größte Milchproduzent in Russland und in Europa.
Weitere Produktionsbereiche sind der Ackerbau, die Mutterkuhhaltung und die Ökologische Landwirtschaft, die Saatgutproduktion und Saatzucht. Das Unternehmen zählt zu den führenden Saatgutherstellern Russlands. Gründer des Unternehmens ist der Deutsche Stefan Dürr. Die Unternehmensgruppe ist mit ca. 14.000 Mitarbeitern in sieben Regionen in Russland vertreten. Ekosem-Agrar hat im Geschäftsjahr 2019 eine Betriebsleistung von 586,1 Mio. Euro und ein bereinigtes EBITDA von 167 Mio. Euro erwirtschaftet. Im Jahr 2018 erhielt das Unternehmen im Zuge der Eröffnung von acht Milchhöfen mehr als 42 Millionen Euro an Zuschüssen vom russischen Staat. Bis einschließlich 2021 hatte Ekoniva mindestens fünf eigene Molkereien und Käsereien aufgebaut.
Das Unternehmen war Stand 2021 mit mehr als 1,3 Milliarden Euro verschuldet. Mehr als 85 Prozent der Kredite liegen bei der russischen Landwirtschaftsbank „Rosselchozbank“. Ab Ende 2019 änderte die „Rosselchozbank“ ohne Angaben von Gründen Absprachen für Kredite. Im März 2020 forderte die Bank, Kredite der Ekoniva über mehr als 120 Millionen Euro bei der privaten russischen Alfa-Bank zu kündigen und zu überschreiben, anderenfalls würden ältere Darlehen nicht mehr verlängert. Die Bank schrieb sich eine Call-Option zu einem symbolischen Preis von umgerechnet 60.000 Euro in die Refinanzierungsverträge der Ekoniva. Es wird vermutet, dass staatliche russische Banken das Agrarunternehmen Ekoniva somit unter ihre Kontrolle bringen wollen. Die Ekosem-Agrar Anleihen sind infolgedessen seit Juli 2021 im Wert stark gefallen.
Der Konflikt bzw. die Unstimmigkeiten mit der Hausbank „Rosselchozbank“ über die weitere Finanzierung und Ausübung von Call-Optionen wurden schließlich beigelegt, so dass sich der Kurs der Anleihen teilweise erholen konnte.
Ekosem Agrar setzte die Prognose für das Jahr 2022 aus und konnte seinen Abschlussbericht für 2020 zunächst nicht fertigstellen. Grund dafür waren der russische Krieg in der Ukraine und die damit verbundenen Sanktionen zahlreicher Staaten gegen Russland. Die Ekosem Anleihen sind infolge des Konfliktes stark eingebrochen.
Im März 2022 ging das Bundesministerium für Ernährung und Landwirtschaft auf Distanz zu Ekosem-Agrar, dem es bis dahin bis zu 800.000 Euro jährlich für die Kontaktpflege zu russischen Fachpolitikern gezahlt hatte.
Im April 2022 kämpfte die hochgradig fremdfinanzierte Agrarholding Ekosem-Agrar AG ums Überleben. Gläubiger der beiden Anleihen des Unternehmens stimmten Ende Mai 2022 für eine Restrukturierung.